# 1976년 대한민국
이 문서는 1976년 대한민국에서 일어난 사건을 다룬다.

## 재임자
제4공화국
- 대통령 : 박정희
- 국무총리 : 최규하